# Whitesloanea crassa
Whitesloanea crassa är en oleanderväxtart som först beskrevs av Nicholas Edward Brown, och fick sitt nu gällande namn av Emilio Chiovenda. Whitesloanea crassa ingår i släktet Whitesloanea och familjen oleanderväxter. Inga underarter finns listade i Catalogue of Life.